# Trevor Stewart
Trevor Stewart (Lorton, 20 maggio 1997) è un velocista statunitense.

## Palmarès
| Anno | Manifestazione  | Sede  | Evento        | Risultato | Prestazione | Note                                     |
| ---- | --------------- | ----- | ------------- | --------- | ----------- | ---------------------------------------- |
| 2021 | Giochi olimpici | Tokyo | 4×400 m       | Oro       | 2'55"70     | [ 1 ]                                    |
| 2021 | Giochi olimpici | Tokyo | 4×400 m mista | Bronzo    | 3'10"22     | Miglior prestazione personale stagionale |